# Katinka band
 For alternative betydninger, se Katinka. (Se også artikler, som begynder med Katinka)
Katinka Band (tidligere Katinka) er et dansk rockpopband dannet i 2012 af sangskriver og sangerinde Katinka Bjerregaard og guitarist og producer Simon Ask. Bandet er siden blevet udvidet med korsanger Marie Hageltorn Christiansen og trommeslager Tobias Rye Adomat.

## Stil og udgivelser
Katinka Bjerregaard synger egne personlige tekster og spiller ukulele. Simon Asks produktioner er halvelektroniske.
Gruppen udsendte i 2014 debut-EP'en I røntgen.
Bandet har blandt andet spillet på Vega, Heartland Festival, Smukfest, Haven og Roskilde Festival. Derudover har Katinka optrådt til den tv-transmitterede uddeling af kronprinsparrets priser samt i DR's Koncerthuset som en del af P6 Beat Rocker.

## Hæder
I 2015 vandt Katinka DR's talentudviklingsprogram KarriereKanonen.
Ved prisuddelingen Årets Steppeulv 2017 vandt Katinka prisen som 'Årets Håb'. Prisen uddeles af Foreningen af Danske Musikkritikere.
I 2018 vandt Katinka Bjerregaard og Simon Ask Carl Prisen som 'Årets Komponist - pop' for albummet 'Vi er ikke kønne nok til at danse'. Prisen uddeles af musikforlæggerne.
I 2019 modtog Katinka Bjerregaard Spoken Word Prisen 2019. Prisen uddeles af Odense Spoken Word Festival.
Danish Music Awards
| År   | Modtager/nomineret arbejde                                            | Pris                     | Resultat  |
| ---- | --------------------------------------------------------------------- | ------------------------ | --------- |
| 2017 | Katinka Bjerregaard (for Katinka "Vi er Ikke Kønne Nok Til At Danse") | Årets Danske Sangskriver | Nomineret |
| 2019 | Katinka                                                               | Årets danske rocknavn    | Nomineret |
| 2022 | Katinka                                                               | Årets danske gruppe      | Nomineret |

## Diskografi
Album
- Vi er ikke kønne nok til at danse (2017)
- Vokseværk (2018)
- Ekstremsport (2022)

Ep'er
- I røntgen (2014)
- Lufthuller (2016)

Singler
- "Du rejser" (2015)
- "Du tænker ikke" (2016)
- "De juleløse holder jul" (2017)
- "Lad dine hænder vandre" (2018)

Forsanger Katinka Bjerregaard figurerer desuden på nummeret "Sprog" af den danske rapgruppe Benal. På nummeret "Slipper Snoren" af rockgruppen Magtens Korridorer medvirker hun også.